# Vương Tuấn (cuối Tây Tấn)
Vương Tuấn (chữ Hán: 王浚; 252-314) là tướng nhà Tây Tấn trong lịch sử Trung Quốc. Ông tham gia vào loạn bát vương và trở thành lực lượng quân phiệt khi Ngũ Hồ tràn vào trung nguyên.

## Thân thế
Vương Tuấn có tên tự là Bành Tổ, người Tấn Dương, Thái Nguyên. Họ Vương ở Thái Nguyên là một trong những đại tộc phương bắc. Cha Vương Tuấn là Vương Thầm làm quan nhà Tào Ngụy. Nhờ tài văn học, Vương Thầm được vua Ngụy là Tào Mao tín nhiệm.
Năm 260, Tào Mao không cam chịu bị quyền thần Tư Mã Chiêu ức hiếp nên bàn mưu với Vương Thầm mang quân túc vệ đánh Chiêu. Thầm mang việc này tiết lộ với Tư Mã Chiêu. Kết quả Tào Mao bị Chiêu giết chết.

## Tham chiến trong loạn bát vương
Do Vương Thầm có công với họ Tư Mã nên khi con Tư Mã Chiêu là Tư Mã Viêm cướp ngôi nhà Ngụy, lập ra nhà Tấn, Vương Tuấn nhanh chóng được thăng tiến. Thời Tấn Huệ Đế (290-306), ông làm Trung lang tướng trấn thủ Hứa Xương.
Năm 300, vì được lòng Giả hoàng hậu, Vương Tuấn được phong làm Ninh Bắc tướng quân, thứ sử Thanh châu. Sau đó ông được đổi làm Ninh Sóc tướng quân, đô đốc các quân U châu.
Các vương thất nhà Tấn hỗn chiến trong loạn bát vương. Tư Mã Ngung và Tư Mã Dĩnh về một phe, chống lại Tư Mã Việt. Vương Tuấn không giúp Dĩnh, cấm ngặt dân trong vùng mình cai quản đến đầu quân cho Dĩnh. Thấy các bộ lạc Tiên Ty mạnh mẽ hung hãn, ông gả con gái cho thủ lĩnh bộ lạc bộ Đoàn là Đoàn Vụ Vật Trần và gả người con gái khác cho thủ lĩnh bộ Vũ Văn là Tố Nộ Diên để liên minh mở rộng thế lực.
Biết ông mâu thuẫn với Tư Mã Dĩnh, Tư Mã Việt bèn sai ông và thứ sử Kinh châu là Tư Mã Đằng mang quân đánh Tư Mã Dĩnh. Ông sai người liên hợp với các bộ tộc Ô Hoàn, Tiên Ty cùng đánh Dĩnh. Dĩnh bí thế bèn triệu tướng Hung Nô là Lưu Uyên tới giúp sức.
Nhưng Lưu Uyên lo phát triển lực lượng riêng để ly khai nhà Tấn. Tư Mã Dĩnh bị Vương Tuấn và Tư Mã Đằng vây ngặt bèn phá vây chạy về Lạc Dương. Vương Tuấn tiến vào chiếm giữ Nghiệp Thành. Từ đó Vương Tuấn có ý nhân thời loạn để cát cứ, mưu đồ phát triển lực lượng riêng.
Đông Hải vương Tư Mã Việt giao chiến ác liệt với Hà Gian vương Tư Mã Ngung, bèn gọi ông tới trợ chiến. Vương Tuấn sai Kỳ Hoằng đánh phá Quan Trung, chiếm được Trường An. Tư Mã Ngung bỏ chạy. Kỳ Hoằng cướp bóc Trường An, giết hại hơn 2 vạn người.

## Cát cứ phương bắc

### Làm chủ U châu, Ký châu
Loạn bát vương chấm dứt, Tư Mã Việt thắng thế, duy nhất còn sống sót, nắm quyền trong triều đình. Nhưng lúc đó nhà Tấn suy yếu trầm trọng, trung nguyên bắt đầu loạn lạc do các tộc Ngũ Hồ gây ra. Bộ tướng của Tư Mã Dĩnh là Lưu Uyên người Hung Nô khởi binh phản nhà Tấn, lập ra nước Hán Triệu ngay khi loạn bát vương chưa chấm dứt, nhưng các vương thất nhà Tấn mải thanh trừng nhau nên không dẹp ngay từ đầu.
Loạn Ngũ Hồ lan rộng, trong lúc nhà Tấn nguy ngập ở Lạc Dương, Vương Tuấn không trợ giúp triều đình mà tiếp tục tính phát triển thế lực. Năm 309, ông sai Kỳ Hoằng hợp binh với Đoàn Vụ Vật Trần đánh bại tướng của Lưu Uyên là Thạch Lặc ở Thạch Ấp. Cùng năm, nhân lúc Thạch Lặc đánh Tín Đô, ông mang quân giết chết thứ sử Ký châu là Vương Bân để mở rộng địa bàn.
Năm 310, Kỳ Hoằng đánh bại tướng Hán Triệu là Lưu Linh ở Quảng Tông, giết chết Lưu Linh. Vương Tuấn lại làm chủ hoàn toàn Ký châu.
Năm 311, Tư Mã Việt chết, Tư đồ Vương Diễn bị quân Hán Triệu đánh bại ở Thang Âm, Tấn Hoài Đế kêu gọi Vương Tuấn trung thành với triều đình, bèn phong ông làm Đại Tư mã, thị trung, Đại đô đốc, Đô đốc các châu U, Ký. Nhưng ông vẫn không hề mang quân trợ chiến cho Hoài Đế.

### Mắc mưu Thạch Lặc
Tháng 6 năm 311, các cánh quân Hán Triệu của Thạch Lặc, Vương Di, Hô Duyên Yến áp sát rồi hạ thành Lạc Dương, bắt Tấn Hoài đế. Vương Tuấn không phát binh cứu, tuyên bố lập một hoàng thân ở U châu để chống Hung Nô. Kinh thành bị phá, các nhân sĩ trung nguyên bỏ chạy về địa hạt của ông nhưng ông không biết thu dụng mà trái lại sai người bắt bớ giết hại. Họ bèn chạy sang với họ Mộ Dung người Tiên Ty. Về điểm này, các sử gia Trung Quốc đánh giá Vương Tuấn còn không bằng Viên Thuật thời Đông Hán.
Năm 312, Thạch Lặc ly khai vua mới của Hán Triệu là Lưu Thông, chiếm giữ Tương Quốc, giáp ranh và trở thành đối địch với Vương Tuấn. Tháng 12 năm đó, Vương Tuấn sai con Đoàn Vụ Vật Trần là Đoàn Tật Lục Quyến cùng các anh em họ Đoàn mang 5 vạn quân đánh Tương Quốc. Quân họ Đoàn mạnh mẽ, mấy lần đánh bại Thạch Lặc. Thạch Lặc dùng kế của mưu sĩ Trương Tân, giả yếu ớt rút vào thành. Quân họ Đoàn vây lâu ngày trễ nải, bị Thạch Lặc đánh úp, phá tan, bắt sống được Đoàn Mạt Phôi.
Thạch Lặc dùng Mạt Phôi để đàm phán với Đoàn Tật Lục Quyến. Lặc bằng lòng thả Mạt Phôi nếu Lục Quyến không hợp tác với Vương Tuấn. Kết quả Lục Quyến bằng lòng giảng hoà với Thạch Lặc, không giúp Vương Tuấn nữa.
Vương Tuấn không còn sự trợ giúp của họ Đoàn, tướng Kỳ Hoằng lại tử trận, nhưng ông vẫn tin theo sấm truyền cho rằng mình sẽ làm hoàng đế. Năm 313, ông mang việc xưng đế bàn với các thuộc hạ, nhiều người không tán thành và khuyên can nhưng đều bị ông sát hại. Vì sự hà khắc của Vương Tuấn, nhiều người bỏ đi, sang với bộ tộc Tiên Ty.
Theo kế của Trương Tân, Thạch Lặc vẫn tiếp tục phỉnh nịnh Vương Tuấn. Tháng 12 năm 313, Lặc sai người mang nhiều châu báu tới dâng Vương Tuấn, tự xưng là "Tiểu Hồ", xin hàng dưới trướng và suy tôn ông làm vua. Vương Tuấn không hề nghi ngờ gì.
Tháng 2 năm 314, Thạch Lặc ra quân đánh U châu, tháng 3 đi tới Dịch Thủy. Tướng ở Dịch Thủy phi báo cho Vương Tuấn, xin chuẩn bị nghênh chiến. Nhưng Vương Tuấn vẫn đinh ninh Lặc trung thành với mình, ra lệnh:
Thạch công đến đây chính là muốn suy tôn ta, ai dám nói đánh sẽ bị chém!
Sáng ngày 3 tháng 3, quân Thạch Lặc đến dưới thành gọi mở cửa. Cửa mở, quân họ Thạch ùa vào ra sức đánh giết. Thạch Lặc tiến thẳng lên phủ, Vương Tuấn khi đó mới biết là bị lừa thì đã bị quân địch bắt. Ông chửi mắng người Hồ phản trắc, bị Thạch Lặc mắng trả rằng:
Thân làm quan lớn, tay cầm quân mạnh mà ngồi nhìn bản triều suy sụp, không chịu cứu viện, còn muốn tự tôn làm thiên tử, không phải kẻ đại nghịch thì là gì?
Vương Tuấn bị bắt mang về chém ở Tương Quốc. Năm đó ông 63 tuổi.